# カースティ・ジャクソン
カースティ・ジャクソン（Cursty Jackson、現姓：ルルー、1990年9月11日 - ）は、アメリカ合衆国の元女子バレーボール選手。元アメリカ合衆国代表。

## 来歴
ロサンゼルス出身。2013年、アメリカ合衆国代表に初選出される。同年のグラチャンで銀メダルを獲得した。2013-14シーズンはアゼルバイジャン・スーパーリーグのラビタ・バクーでプレーし、リーグ優勝を果たし、欧州チャンピオンズリーグで3位となった。
2016年9月、Vプレミアリーグの日立リヴァーレはジャクソンの入団を発表した。
2018年9月、古巣のガラタサライに復帰。
2019年に現役引退し、フランス代表のケヴィン・ルルーと結婚。2020年に出産している。
2021年からは現名のカースティ・ルルー（Cursty Le Roux）として指導者として活動。2023年からはテキサス大学のバレーボールチームロングホーンズのコーチを務めている。

## 球歴
- ワールドグランドチャンピオンズカップ - 2013年（2位）
- ワールドグランプリ - 2013年、2015年

## 所属クラブ
- アリゾナ大学（2007-2011年）
- Quimper Volley 29（2012-2013年）
- ラビタ・バクー（2013-2014年）
- ドレスナーSC（2014-2015年）
- ガラタサライ（2015-2016年）
- 日立リヴァーレ（2016-2018年）
- ガラタサライ（2018-2019年）